# Частков
Частков (на словашки: Častkov) е село в окръг Сеница, Търнавски край, Западна Словакия. Населението му е 561 души.
Разположено е на 280 m надморска височина, на 9 km северно от град Сеница. Площта му е 13,18 km². Кмет на селото е Ева Чернекова.